# 白龙潭站
白龙潭站（规划名白龙潭公园站）是一个位于中华人民共和国云南省昆明市呈贡区洛龙街道清和路与宝珠街交叉口地下，属于昆明地铁1号线支线的地铁车站。该站于2016年12月26日随1号线支线开通载客试运营而启用。
该站因肺炎疫情于2020年1月30日停运，3月18日恢复运营。

## 车站楼层
| 地面层          | 街道                            | A-C出入口                                          |
| 地下一层 站厅层 | 站厅                            | 票务服务、自动售票机、一卡通充值、安检、进出站闸机 |
| 地下二层 站台层 |                                 | █ 1号线往北部汽车站（宜和路）                      |
| 地下二层 站台层 | 岛式站台，左侧開门              |                                                    |
| 地下二层 站台层 | █ 1号线往昆明南火车站（終點站） |                                                    |

## 出口
该站设有3个出口：
|                       | 编号           | 地点                     | 建议前往的目的地 | 照片 |
| 出口 · A              | 宝珠街         | 昆明之光2期              |                  |      |
| 出口 · B · 升降机标志 | 清和路、宝珠街 | 昆明之光1期              |                  |      |
| 出口 · C              | 清和路         | 白龙潭公园（白龙潭水库） |                  |      |
| 註： 設有             |                |                          |                  |      |